# Eurodab
#Eurodab è un singolo del rapper finlandese Käärijä e del cantautore croato Baby Lasagna, pubblicato il 16 maggio 2025.

## Promozione
La sera del 17 maggio 2025, durante la finale della 69° edizione dell'Eurovision Song Contest, i due cantanti hanno suonato un mash-up dei loro brani presentati negli scorsi anni alla competizione, Cha cha cha, e Rim Tim Tagi Dim, successivamente hanno cantato #Eurodab.

## Tracce
Testi di Jere Mikael Pöyhönen e Marko Purišić, musiche di Aleksi Nurmi, Joy Deb, Johannes Naukkarinen, Jere Pöyhönen e Jukka Sorsa. 
Download digitale, streaming
1. #Eurodab – 2:38
2. Cha cha cha – 2:55

Download digitale, streaming - mash-up
1. Cha Cha Cha / Rim Tim Tagi Dim (Battle Mashup) – 1:55
2. #Eurodab – 2:38

## Classifiche
| Classifica (2025) | Posizione massima |
| ----------------- | ----------------- |
| Croazia           | 6                 |
| Finlandia         | 7                 |
| Lituania          | 92                |
| Svezia            | 93                |